# Liste der denkmalgeschützten Objekte in Gmünd in Kärnten
Die Liste der denkmalgeschützten Objekte in Gmünd in Kärnten enthält die 120 denkmalgeschützten, unbeweglichen Objekte der Gemeinde Gmünd in Kärnten.

## Denkmäler
| Foto |                 | Denkmal                                                                                                  | Standort                                             | Beschreibung | Metadaten |
| ---- | --------------- | --- | ---------------------------------------------------- | --- | --- |
| ja   | Datei hochladen | Stadtmauer HERIS-ID: 84030 Objekt-ID: 98092                                                              | bei Burgwiese 1 Standort KG: Gmünd                   | Die mittelalterliche Stadtmauer ist weitgehend erhalten. Geschützt durch diesen Bescheid sind Teile der Mauer an der Nordostecke der Stadt unterhalb der Burg, an der Nordseite der Stadt nordöstlich der Kirche, und an der Südseite der Stadt östlich des Pankrazitors. Anmerkung: nicht zusammenhängende Grundstücksnummern. | BDA-Hist.: Q64765225 Status: Bescheid Stand der BDA-Liste: 2025-06-30 Name: Stadtmauer GstNr.: 12/1, 1/2, 1/3, 720/9, 76/1 Stadtbefestigung Gmünd in Kärnten |
| ja   | Datei hochladen | Teile der Stadtmauer, Alte Burg HERIS-ID: 35571 Objekt-ID: 34354                                         | Burgwiese 1 Standort KG: Gmünd                       | Die vier- bis fünfgeschoßige Anlage verfällt seit einem Brand 1886. Der Osttrakt mit Bergfried geht auf eine mittelalterliche Anlage zurück, die, nach Zerstörung durch die Ungarn, Anfang des 16. Jahrhunderts wiederaufgebaut worden war. Der Westtrakt wurde im 17. Jahrhundert errichtet. | BDA-Hist.: Q877307 Status: Bescheid Stand der BDA-Liste: 2025-06-30 Name: Teile der Stadtmauer, Alte Burg GstNr.: .60 Alte Burg Gmünd |
| ja   | Datei hochladen | Altweiberkapelle HERIS-ID: 83908 Objekt-ID: 97965                                                        | bei Burgwiese 3 Standort KG: Gmünd                   | Der kleine Kapellenbau über quadratischem Grundriss und Schindeldach wurde Mitte des 18. Jahrhunderts errichtet. In der Kapelle hängen diverse Ölbilder, teilweise in Roccaillerahmen. Bei Prozessionen zur Kalvarienbergkapelle blieben alte Frauen, deren Kräfte für den Weg nicht mehr ausreichten, hier zurück. Daher kommt der Name. | BDA-Hist.: Q38181553 Status: § 2a Stand der BDA-Liste: 2025-06-30 Name: Altweiberkapelle GstNr.: 724 Gmünd, Altweiberkapelle |
| ja   | Datei hochladen | Ferdinand Porsche-Denkmal HERIS-ID: 83914 Objekt-ID: 97971                                               | Ferdinand-Porsche-Park Standort KG: Gmünd            | Der Bronzekopf von Ferdinand Porsche wurde von Josef Dobner angefertigt. | BDA-Hist.: Q38181594 Status: § 2a Stand der BDA-Liste: 2025-06-30 Name: Ferdinand Porsche-Denkmal GstNr.: 1/1 |
| ja   | Datei hochladen | Oberes Stadttor HERIS-ID: 83883 Objekt-ID: 97940                                                         | Hauptplatz 1 Standort KG: Gmünd                      | Das Tor, Teil der im 13. Jahrhundert errichteten Stadtbefestigung, wurde 1615 erneuert und hat zwei kreuzgratgewölbte Durchfahrten. | BDA-Hist.: Q64765221 Status: Bescheid Stand der BDA-Liste: 2025-06-30 Name: Oberes Stadttor GstNr.: .1/1 Oberes Tor Gmünd |
| ja   | Datei hochladen | Pranger HERIS-ID: 83907 Objekt-ID: 97964                                                                 | Hauptplatz 1, in der Nähe Standort KG: Gmünd         | Der Pranger besteht aus einem abgefasten Pfeiler aus dem Jahre 1576 und einem später hinzugefügten Kugelaufsatz. | BDA-Hist.: Q38181543 Status: Bescheid Stand der BDA-Liste: 2025-06-30 Name: Pranger GstNr.: 720/3 Pillory Gmünd, Carinthia |
| ja   | Datei hochladen | Neues Schloss/Heimatmuseum HERIS-ID: 55242 Objekt-ID: 63816                                              | Hauptplatz 1 Standort KG: Gmünd                      | Das viergeschoßige dreiflügelige Schloss wurde im 17. Jahrhundert errichtet. An den Haupteingang im Westtrakt schließt eine Pfeilerhalle zum Hof hin an. In den beiden Ecken des Hofs sind achtgeschoßige Treppentürme, zwischen ihnen befinden sich ebenerdig Arkaden. | BDA-Hist.: Q1352477 Status: Bescheid Stand der BDA-Liste: 2025-06-30 Name: Neues Schloss/Heimatmuseum GstNr.: .1/1, 1/1, .2/4 Schloss Lodron, Gmünd |
| ja   | Datei hochladen | Bürgerhaus, Wohn- und Geschäftshaus HERIS-ID: 53750 Objekt-ID: 61776                                     | Hauptplatz 2 Standort KG: Gmünd                      | Das Gebäude ist ein zweigeschoßiges im Kern spätgotisches Eckhaus, das im 17./18. Jahrhundert im Attikageschoß verändert wurde. Anfang des 20. Jahrhunderts wurde die Fassade verändert. In einer Rundbogennische in der Attikazone steht eine barocke Anna-Selbdritt-Skulptur. Im Erdgeschoß und in den Obergeschoßräumen besitzt das Haus Stichkappentonnen bzw. Kreuzgratgewölbe mit zum Teil aufgeputzten Graten vom Anfang des 16. Jahrhunderts. | BDA-Hist.: Q38058347 Status: Bescheid Stand der BDA-Liste: 2025-06-30 Name: Bürgerhaus, Wohn- und Geschäftshaus GstNr.: .7 Gmünd, Hauptplatz 2 |
| ja   | Datei hochladen | Wohn- und Geschäftshaus, ehem. Rösslwirt HERIS-ID: 21510 Objekt-ID: 17830                                | Hauptplatz 3 Standort KG: Gmünd                      | Dem zweigeschoßigen Bau, der im Kern aus dem 16. Jahrhundert stammt, wurde 1900 an der Fassade spärliches, secessionistisches Dekor hinzugefügt. Die Erdgeschoßräume sind mit Tonnen- bzw. Kreuzgratgewölbe aus dem 16. Jahrhundert ausgestattet. Das Geschäftslokal hat überputzte Stuckspiegel vom Ende des 18. Jahrhunderts. | BDA-Hist.: Q37863105 Status: Bescheid Stand der BDA-Liste: 2025-06-30 Name: Wohn- und Geschäftshaus, ehem. Rösslwirt GstNr.: .8 Gmünd, Hauptplatz 3 |
| ja   | Datei hochladen | Bürgerhaus HERIS-ID: 35536 Objekt-ID: 34305                                                              | Hauptplatz 4 Standort KG: Gmünd                      | Das Haus mit zwei Geschoßen und einem Speichergeschoß stammt aus der zweiten Hälfte des 15. Jahrhunderts. Die Fassade wurde in der ersten Hälfte des 18. Jahrhunderts verändert. Im ersten Stock hat das Haus einen dreijochigen gotischen Saal mit herabgezogenen Kreuzrippengewölben mit skulpturierten Konsolen und Schlusssteinen, auf denen die Evangelistensymbole dargestellt sind. Der Raum diente früher wohl als Hauskapelle und ist heute eine Privatwohnung. | BDA-Hist.: Q37965062 Status: Bescheid Stand der BDA-Liste: 2025-06-30 Name: Bürgerhaus GstNr.: .14 Gmünd, Hauptplatz 4 |
| ja   | Datei hochladen | Wohn- und Geschäftshaus, Sorgo-Haus, ehem. Gietl-Haus HERIS-ID: 21511 Objekt-ID: 17831                   | Hauptplatz 5 Standort KG: Gmünd                      | Das Haus besitzt eine Putzfassade aus dem 20. Jahrhundert und ein Geschäftslokal mit preußischen Kappen aus der zweiten Hälfte des 19. Jahrhunderts. | BDA-Hist.: Q37863120 Status: Bescheid Stand der BDA-Liste: 2025-06-30 Name: Wohn- und Geschäftshaus, Sorgo-Haus, ehem. Gietl-Haus GstNr.: .15 |
| ja   | Datei hochladen | Kutschmacherhaus HERIS-ID: 21507 Objekt-ID: 17827                                                        | Hauptplatz 6 Standort KG: Gmünd                      | Das Haus stammt im Kern wahrscheinlich aus dem 16./17. Jahrhundert. Die Fassade des giebelständigen zweiachsigen Gebäudes wurde erneuert. | BDA-Hist.: Q37862990 Status: Bescheid Stand der BDA-Liste: 2025-06-30 Name: Kutschmacherhaus GstNr.: .16 |
| ja   | Datei hochladen | Gasthaus Kohlmayr HERIS-ID: 57794 Objekt-ID: 68091                                                       | Hauptplatz 7 Standort KG: Gmünd                      | Das Gasthaus Kohmayer ist ein dreigeschoßiger Bau mit geknickter Front. Der Kern des Hauses stammt aus dem 16. Jahrhundert, die Fassade wurde im dritten Viertel des 19. Jahrhunderts historisierend erneuert. Das Renaissance-Portal trägt die Inschrift: „Protegat has aedes divina potentia semper et procul a nobis arceat omne malum 1593“ (Die Macht Gottes schütze dieses Haus und halte alles Böses fern 1593). Die Einfahrt des Hauses besitzt eine Stichkappentonne aus dem 16. Jahrhundert. Die Mittellabn des ersten Obergeschoßes wurde im 19. Jahrhundert als historistische Halle gestaltet. Der Durchgang zur Hinteren Gasse ist mit einer Stichkappentonne überwölbt. | BDA-Hist.: Q38078578 Status: Bescheid Stand der BDA-Liste: 2025-06-30 Name: Gasthaus Kohlmayr GstNr.: .17 |
| ja   | Datei hochladen | Wohn- und Geschäftshaus, Breimlhaus HERIS-ID: 21512 Objekt-ID: 17832                                     | Hauptplatz 8 Standort KG: Gmünd                      | Das dreigeschoßige Haus stammt im Kern aus dem 16. Jahrhundert, die Fassade wurde im dritten Viertel des 19. Jahrhunderts historistisch erneuert. Im Erdgeschoß haben die Räume zum Teil Stichkappentonnen. | BDA-Hist.: Q37863131 Status: Bescheid Stand der BDA-Liste: 2025-06-30 Name: Wohn- und Geschäftshaus, Breimlhaus GstNr.: .21 |
| ja   | Datei hochladen | Wohn- und Geschäftshaus, Mayrhaus, Hl.-Geist-Apotheke HERIS-ID: 21513 Objekt-ID: 17833                   | Hauptplatz 9 Standort KG: Gmünd                      | Das dreigeschoßige Haus stammt im Kern aus dem 16. Jahrhundert, die Fassade wurde im dritten Viertel des 19. Jahrhunderts historistisch erneuert. Im Apothekenraum befindet sich ein barockes Wandbild aus dem vierten Viertel des 18. Jahrhunderts. Es stellt das Auge Gottes und Ranken dar. | BDA-Hist.: Q37863156 Status: Bescheid Stand der BDA-Liste: 2025-06-30 Name: Wohn- und Geschäftshaus, Mayrhaus, Hl.-Geist-Apotheke GstNr.: .22 |
| ja   | Datei hochladen | Bürgerhaus, ehem. Brauhaus HERIS-ID: 35537 Objekt-ID: 34306                                              | Hauptplatz 10 Standort KG: Gmünd                     | Das zweigeschoßige Haus mit einem Speichergeschoß unter dem Walmdach und geknickter Front stammt im Kern aus dem 16. Jahrhundert, die Fassade wurde um 1860/70 historistisch erneuert. | BDA-Hist.: Q37965079 Status: Bescheid Stand der BDA-Liste: 2025-06-30 Name: Bürgerhaus GstNr.: .23 |
| ja   | Datei hochladen | Millstätter Haus HERIS-ID: 35538 Objekt-ID: 34307                                                        | Hauptplatz 11 Standort KG: Gmünd                     | Das Haus Nr. 11 bildete ursprünglich mit dem Haus Nr. 12 ein Gebäude, das so genannte Millstätter Haus, da es seit 1273 im Besitz des Stiftes Millstatt war. Das zweigeschoßige Eckhaus mit erneuerter Fassade besitzt in den Erdgeschoßräumen zum Teil Kreuzgratgewölbe aus der ersten Hälfte des 16. Jahrhunderts. Ein Zimmer im ersten Stock ist mit einer Stuckdecke vom Anfang des 18. Jahrhunderts ausgestattet: In der Mitte ist der Frühling dargestellt, in den Ecken die Allegorien der vier Elemente. | BDA-Hist.: Q37965094 Status: Bescheid Stand der BDA-Liste: 2025-06-30 Name: Millstätter Haus GstNr.: .36/1 |
| ja   | Datei hochladen | Millstätter Haus HERIS-ID: 35539 Objekt-ID: 34308                                                        | Hauptplatz 12 Standort KG: Gmünd                     | Das zweigeschoßige Haus mit rezent erneuerter Fassade besitzt im Obergeschoß ein Zimmer mit einer Stuckdecke vom Anfang des 18. Jahrhunderts. Um das Mittelmedaillon sind Jagdzeiten dargestellt. | BDA-Hist.: Q37965109 Status: Bescheid Stand der BDA-Liste: 2025-06-30 Name: Millstätter Haus GstNr.: .36/2 |
| ja   | Datei hochladen | Unterer Stadtturm und Stadtmuseum HERIS-ID: 83889 Objekt-ID: 97946                                       | Hauptplatz 13 Standort KG: Gmünd                     | Der viergeschoßige Torturm von Anfang des 16. Jahrhunderts mit tonnengewölbter Durchfahrt wurde Ende des 17. Jahrhunderts mit einem Dachreiter mit Zwiebelhelm versehen. | BDA-Hist.: Q64765222 Status: Bescheid Stand der BDA-Liste: 2025-06-30 Name: Unterer Stadtturm und Stadtmuseum GstNr.: .37 Unteres Tor Gmünd |
| ja   | Datei hochladen | Teile der Stadtmauer, Haus Leditznig HERIS-ID: 35540 Objekt-ID: 34309                                    | Hauptplatz 14 Standort KG: Gmünd                     | Das zweigeschoßige Leditznig-Haus mit einem Kern aus dem 15./16. Jahrhundert und erneuerter Fassade besitzt im Erdgeschoß Räume mit Kreuzgratgewölbe bzw. Stichkappentonnen. | BDA-Hist.: Q37965122 Status: Bescheid Stand der BDA-Liste: 2025-06-30 Name: Teile der Stadtmauer, Haus Leditznig GstNr.: .35/1, .35/3 |
| ja   | Datei hochladen | Teile der Stadtmauer, Gasthof Prunner HERIS-ID: 35541 Objekt-ID: 34310                                   | Hauptplatz 15 Standort KG: Gmünd                     | Das zweigeschoßige Prunner-Haus ist ein dreiflügeliger Bau mit geböschten Fronten und stammt im Kern aus dem 16. Jahrhundert. Die barocke Fassade aus der ersten Hälfte des 18. Jahrhunderts weist Kolossalpilaster und Schabrackenparapete auf. Die Erdgeschoßräume haben Stichkappentonnen bzw. Kreuzgratgewölbe aus dem 16./17. Jahrhundert, welche von massigen Pfeilern und Wandkonsolen gestützt werden. Die Obergeschoßflure haben vermauerte Arkaden und Kreuzgratgewölbe auf Wandkonsolen aus dem 18. Jahrhundert. Die Zimmer haben Stuckrahmendecken. | BDA-Hist.: Q37965136 Status: Bescheid Stand der BDA-Liste: 2025-06-30 Name: Teile der Stadtmauer, Gasthof Prunner GstNr.: .44 |
| ja   | Datei hochladen | Wengerhaus HERIS-ID: 21514 Objekt-ID: 17834                                                              | Hauptplatz 16 Standort KG: Gmünd                     | Das zweigeschoßige Haus mit Speichergeschoß unter einem Satteldach stammt im Kern aus dem 16. Jahrhundert. Die Fassade wurde rezent erneuert. Im Hintertrakt ist das Haus mit Kreuzgratgewölbe ausgestattet. | BDA-Hist.: Q37863169 Status: Bescheid Stand der BDA-Liste: 2025-06-30 Name: Wengerhaus GstNr.: .45/2 |
| ja   | Datei hochladen | Ehem. Postmeisterhaus am Platz, Gasthof alte Post HERIS-ID: 21515 Objekt-ID: 17835                       | Hauptplatz 17 Standort KG: Gmünd                     | Der dreigeschoßige Gasthof mit dem Kern aus dem 17. Jahrhundert hat eine frühhistoristische Fassadierung aus dem dritten Viertel des 19. Jahrhunderts. Die Erdgeschoßräume haben Tonnen und Kreuzgratgewölbe aus dem 17. Jahrhundert. | BDA-Hist.: Q37863183 Status: Bescheid Stand der BDA-Liste: 2025-06-30 Name: Ehem. Postmeisterhaus am Platz, Gasthof alte Post GstNr.: .45/1, .45/3 Gmünd, Hauptplatz 17 |
| ja   | Datei hochladen | Johannes-Nepomuk-Säule HERIS-ID: 83900 Objekt-ID: 97957                                                  | vor Hauptplatz 17 Standort KG: Gmünd                 | Auf einem hohen Postament mit Inschriften-Kartusche und einer korinthischen Säule steht eine Figur des heiligen Nepomuk aus dem Jahre 1710. | BDA-Hist.: Q38181503 Status: Bescheid Stand der BDA-Liste: 2025-06-30 Name: Johannes-Nepomuk-Säule GstNr.: 720/1 John of Nepomuk column in Gmünd, Carinthia |
| ja   | Datei hochladen | Ehem. Apothekerhaus HERIS-ID: 35542 Objekt-ID: 34311                                                     | Hauptplatz 18 Standort KG: Gmünd                     | Das giebelständige Apothekerhaus ist ein dreigeschoßiger Bau mit einem Speichergeschoß unter dem Walmdach. Das Gebäude mit einem Kern aus dem 16. Jahrhundert hat eine spätbarocke Fassade mit einem Wandgemälde des heiligen Josef. Die Erdgeschoßräume besitzen Stichkappentonnen auf Wandkonsolen aus dem 16. Jahrhundert. | BDA-Hist.: Q37965149 Status: Bescheid Stand der BDA-Liste: 2025-06-30 Name: Ehem. Apothekerhaus GstNr.: .46 Gmünd, Hauptplatz 18 |
| ja   | Datei hochladen | Jägerhaus am Platz HERIS-ID: 21516 Objekt-ID: 17836                                                      | Hauptplatz 19 Standort KG: Gmünd                     | Das Haus mit Kern aus dem 16. Jahrhundert wurde um 1900 umgebaut. Die Fassade wurde mit von Glockendächern überhöhten Erkern akzentuiert. Die ehemalige Einfahrt und das Geschäftslokal haben Kreuzgratgewölbe aus der Mitte des 16. Jahrhunderts. | BDA-Hist.: Q37863197 Status: Bescheid Stand der BDA-Liste: 2025-06-30 Name: Jägerhaus am Platz GstNr.: .47 |
| ja   | Datei hochladen | Rathaus HERIS-ID: 83892 Objekt-ID: 97949                                                                 | Hauptplatz 20 Standort KG: Gmünd                     | Das Rathaus ist ein dreigeschoßiger, sechsachsiger Bau aus der ersten Hälfte des 16. Jahrhunderts, wobei die sechste Achse den tonnengewölbten Durchgang zur nördlichen Hinteren Gasse bildet. In der zweiten Hälfte des 19. Jahrhunderts wurde die Fassade in Renaissance-Formen wiederhergestellt. Die Eingangshalle ist kreuzgratgewölbt und besitzt ein Portal mit spätgotischem Türgewände. Im Rathaus sind zwei um 1800 entstandene Öfen aufgestellt, die aus dem Neuen Schloss stammen. | BDA-Hist.: Q38181496 Status: Bescheid Stand der BDA-Liste: 2025-06-30 Name: Rathaus GstNr.: .48 Gmünd, Hauptplatz 20 |
| ja   | Datei hochladen | Bürgerhaus, Gasser-Bäck-Haus HERIS-ID: 35543 Objekt-ID: 34312                                            | Hauptplatz 21 Standort KG: Gmünd                     | Das Gasser-Bäckhaus ist ein dreigeschoßiger, dreiachsiger Bau mit einem Speichergeschoß unter dem Walmdach, Der Kern des Hauses wurde um 1500 errichtet. Die Fassade wurde teilweise erneuert. Am Steinportal, welches ursprünglich zum Wallnerhaus (Hauptplatz 22) gehörte, ist die 1594 entstandene Inschrift „Mit Christo tröst dein Seel und Mut dem Kaiser dien mit Leib und Bluett“ angebracht. Das Haus besitzt zwei Wandbilder in barocken Tondi: eine Maira Immaculata und ein Bäckeremblem mit Inschrift. | BDA-Hist.: Q37965163 Status: Bescheid Stand der BDA-Liste: 2025-06-30 Name: Bürgerhaus, Gasser-Bäck-Haus GstNr.: .49 Gmünd, Hauptplatz 21 |
| ja   | Datei hochladen | Volksbank HERIS-ID: 21509 Objekt-ID: 17829                                                               | Hauptplatz 22 Standort KG: Gmünd                     | Das Haus ist ein dreigeschoßiger, fünfachsiger Bau unter einem Walmdach. Die historisierende Fassade wurde 1900 angebracht. | BDA-Hist.: Q37863048 Status: Bescheid Stand der BDA-Liste: 2025-06-30 Name: Volksbank GstNr.: .50 |
| ja   | Datei hochladen | Wohnhaus, ehem. Gasthaus Krone HERIS-ID: 21508 Objekt-ID: 17828                                          | Hauptplatz 23 Standort KG: Gmünd                     | Das Gasthof ist ein dreigeschoßiger, fünfachsiger Bau mit einem Kern aus dem 16. Jahrhundert. Das rasterförmige Fassadendekor ist 1900 in secessionistischen Formen entstanden. Die Räume im Erdgeschoß haben zum Teil verzogene Stichkappentonnen. Die Halle besitzt eine Stichkappentonne mit aufgeputzten Netzgrate. | BDA-Hist.: Q37863018 Status: Bescheid Stand der BDA-Liste: 2025-06-30 Name: Wohnhaus, ehem. Gasthaus Krone GstNr.: .51 |
| ja   | Datei hochladen | Bürgerhaus HERIS-ID: 35544 Objekt-ID: 34313                                                              | Hauptplatz 24 Standort KG: Gmünd                     | Das Haus ist ein dreigeschoßiger, fünfachsiger Bau mit einem Kern aus der zweiten Hälfte des 15. Jahrhunderts. Die Fassade wurde ab dem 18. Jahrhundert mehrmals verändert. In der Fassade sind mehrere Kugelsteine eingemauert. | BDA-Hist.: Q37965176 Status: Bescheid Stand der BDA-Liste: 2025-06-30 Name: Bürgerhaus GstNr.: .52/1 |
| ja   | Datei hochladen | Bürgerhaus HERIS-ID: 35545 Objekt-ID: 34314                                                              | Hauptplatz 25 Standort KG: Gmünd                     | Der dreigeschoßige, siebenachsige Bau mit einem Speichergeschoß unter einem Satteldach hat in der westlichen Achse einen tonnengewölbten Durchgang zur Hinteren Gasse. Der dreiflügelige Hof besitzt eine Pfeilerarkatur aus dem 16. Jahrhundert, die Fassade Barockfenster aus der ersten Hälfte des 18. Jahrhunderts und die Erdgeschoßräume Kreuzgratgewölbe. | BDA-Hist.: Q37965192 Status: Bescheid Stand der BDA-Liste: 2025-06-30 Name: Bürgerhaus GstNr.: .53 |
| ja   | Datei hochladen | Dreifaltigkeitssäule HERIS-ID: 83906 Objekt-ID: 97963                                                    | gegenüber Hauptplatz 25 Standort KG: Gmünd           | Die Dreifaltigkeitssäule wurde 1690 aufgrund eines Erdbebens errichtet. Auf einem hohen Postament steht eine Maria-Immaculata-Statue, darüber über einer ionischen Säule eine Gnadenstuhl-Skulptur. Das Denkmal wurde 1991 restauriert. | BDA-Hist.: Q38181531 Status: Bescheid Stand der BDA-Liste: 2025-06-30 Name: Dreifaltigkeitssäule GstNr.: 720/1 Holy Trinity column, Gmünd, Carinthia |
| ja   | Datei hochladen | Bürgerhaus, Forstverwaltung HERIS-ID: 57145 Objekt-ID: 66901                                             | Hauptplatz 26 Standort KG: Gmünd                     | Das Haus geht vermutlich auf zwei gotische Vorgängerbauten zurück. Von 1620 existiert eine Abbildung des Hauses mit Grabendach und Zinnenmauer. Von 1639 bis 1932 war das Haus im Besitz der Grafen Lodron. Es diente als Amtssitz des Pflegers der Herrschaft Gmünd. Das dreigeschoßige, siebenachsige Bürgerhaus wurde in der zweiten Hälfte des 16. Jahrhunderts errichtet und vermutlich im 17. Jahrhundert umgebaut. Die Fassaden haben eine für das Frühbarock typische flächige Gestaltung mit horizontalen Gesimsbändern. Die beiden Rundbogenportale mit profiliertem Kämpfer und Keilsteindekor besitzen eine gerade profilierte Verdachung. An der Südfassade ist ein figürliches Gusseisenrelief und Wappenrelief von 1560 angebracht. Die Eingangshalle und die Erdgeschoßräume sind mit Tonnen und Kreuzgratgewölben aus der ersten Hälfte des 16. Jahrhunderts ausgestattet. | BDA-Hist.: Q38074831 Status: Bescheid Stand der BDA-Liste: 2025-06-30 Name: Bürgerhaus, Forstverwaltung GstNr.: .54 Gmünd, Hauptplatz 26 |
| ja   | Datei hochladen | Bürgerhaus, ehem. Stadtschänke HERIS-ID: 57466 Objekt-ID: 67555                                          | Hauptplatz 27 Standort KG: Gmünd                     | Das Haus Hauptplatz Nr. 27 bildete ursprünglich mit dem Haus Hintere Gasse 28 eine Einheit. Es war im Eigentum des Erzbistums und kam 1639 durch Kauf an Christoph Graf Lodron. 1932 bei der Aufhebung der Lodron‘schen Fideikommissherrschaft wurde das Gebäude in eine nördliche und eine südliche Haushälfte geteilt. Der Kern des zweigeschoßigen, zum Hauptplatz hin sechsachsige Haus stammt aus dem 15. Jahrhundert, die Barockfassade aus dem 17. Jahrhundert. Das Haus besitzt ein Rundbogenportal mit einem Lodron‘schen Löwen auf dem keilförmigen Schlussstein. Der ehemalige Weinkeller ist von einer mächtigen Tonne mit Stichkappen überwölbt. Im Erdgeschoß befinden sich eine Stuckfelderdecke mit einem konkav-konvex geschwungenen Stuckrahmen aus der Mitte des 17. Jahrhunderts.                                                                                       | BDA-Hist.: Q38076676 Status: Bescheid Stand der BDA-Liste: 2025-06-30 Name: Bürgerhaus, ehem. Stadtschänke GstNr.: .55/2 |
| ja   | Datei hochladen | Teil der Stadtbefestigung HERIS-ID: 35553 Objekt-ID: 34326                                               | Hauptplatz Standort KG: Gmünd                        | Die mittelalterliche Stadtmauer ist weitgehend erhalten. Geschützt durch diesen Bescheid sind einerseits Teile der Mauer an der Nordseite der Stadt neben dem Friedhof, und andererseits an der Südseite der Stadt. Anmerkung: Mehrere Teile der Stadtmauer waren bis 2015 getrennt geschützt (Objekt ID 34324, 34325, 34327, 34328, 34329, 34330, 34331, 34332, 34333, 34334, 34335, 34336) und wurden 2016 unter diesem Eintrag zusammengefasst. | BDA-Hist.: Q64765192 Status: Bescheid Stand der BDA-Liste: 2025-06-30 Name: Teil der Stadbefestigung GstNr.: .102, .9, .104/2, .24, .25, 569, .26/1, .41, .42, .10, .101, .98, .6/2, .6/1, 17, .20/2 Stadtbefestigung Gmünd in Kärnten                                                              |
| ja   | Datei hochladen | Wohn- und Geschäftshaus, Alte Brauerei HERIS-ID: 111291 Objekt-ID: 129096                                | neben Hintere Gasse 66 Standort KG: Gmünd            | Die Alte Brauerei diente zuerst als Speicher für das Zehentgetreide. Der Bau aus der ersten Hälfte des 16. Jahrhunderts besteht aus drei giebelständigen, an der Stadtmauer errichteten Scheunen mit verbretterten Giebeln. Anmerkung: Die andere Seite war bis 2015 unter der ID 34316 getrennt geschützt, 2016 wurden die beiden Einträge zusammengefasst. | BDA-Hist.: Q37823127 Status: Bescheid Stand der BDA-Liste: 2025-06-30 Name: Wohn- und Geschäftshaus, Alte Brauerei GstNr.: .24, .25, 569 Alte Brauerei in Gmünd |
| ja   | Datei hochladen | Gästehaus Kohlmayr HERIS-ID: 112758 Objekt-ID: 130971seit 2017                                           | Hintere Gasse 66a Standort KG: Gmünd                 | | BDA-Hist.: Q37831985 Status: Bescheid Stand der BDA-Liste: 2025-06-30 Name: Gästehaus Kohlmayr GstNr.: .20/1 |
| ja   | Datei hochladen | Wirtschaftsgebäude, heute Garage HERIS-ID: 112760 Objekt-ID: 130973seit 2017                             | bei Hintere Gasse 58 Standort KG: Gmünd              | | BDA-Hist.: Q37832003 Status: Bescheid Stand der BDA-Liste: 2025-06-30 Name: Wirtschaftsgebäude, heute Garage GstNr.: .12 |
| ja   | Datei hochladen | Scheune HERIS-ID: 112762 Objekt-ID: 130975seit 2017                                                      | bei Hintere Gasse 58 Standort KG: Gmünd              | | BDA-Hist.: Q37832022 Status: Bescheid Stand der BDA-Liste: 2025-06-30 Name: Scheune GstNr.: .10 |
| ja   | Datei hochladen | Wirtschaftsgebäude HERIS-ID: 112763 Objekt-ID: 130976seit 2017                                           | neben Hintere Gasse 57 Standort KG: Gmünd            | | BDA-Hist.: Q37832032 Status: Bescheid Stand der BDA-Liste: 2025-06-30 Name: Wirtschaftsgebäude GstNr.: .9 |
| ja   | Datei hochladen | Gebäude HERIS-ID: 112756 Objekt-ID: 130969seit 2017                                                      | Hintere Gasse (bei Hauptplatz 17) Standort KG: Gmünd | | BDA-Hist.: Q37831969 Status: Bescheid Stand der BDA-Liste: 2025-06-30 Name: Gebäude GstNr.: .91 |
| ja   | Datei hochladen | Hintergebäude zu Hauptplatz 21 HERIS-ID: 112754 Objekt-ID: 130967seit 2017                               | zu Hauptplatz 21 Standort KG: Gmünd                  | Anmerkung: Der Gebäudeteil auf diesem Grundstück ist im Kagis-Ortsplan als Teil von Haus Hintere Gasse 34 ausgewiesen. | BDA-Hist.: Q37831949 Status: Bescheid Stand der BDA-Liste: 2025-06-30 Name: Hintergebäude zu Hauptplatz 21 GstNr.: .82 |
| ja   | Datei hochladen | Brauhaus HERIS-ID: 112753 Objekt-ID: 130966seit 2017                                                     | Hintere Gasse 36 Standort KG: Gmünd                  | | BDA-Hist.: Q37831941 Status: Bescheid Stand der BDA-Liste: 2025-06-30 Name: Brauhaus GstNr.: .77/1, .77/2, .77/4 |
| ja   | Datei hochladen | Wirtschaftstrakt zu Hauptplatz 25 HERIS-ID: 112749 Objekt-ID: 130962seit 2017                            | Hintere Gasse (bei Hauptplatz 25) Standort KG: Gmünd | | BDA-Hist.: Q37831901 Status: Bescheid Stand der BDA-Liste: 2025-06-30 Name: Wirtschaftstrakt zu Hauptplatz 25 GstNr.: .65 |
| ja   | Datei hochladen | Gebäude HERIS-ID: 112748 Objekt-ID: 130961seit 2017                                                      | Hintere Gasse 24a Standort KG: Gmünd                 | | BDA-Hist.: Q37831893 Status: Bescheid Stand der BDA-Liste: 2025-06-30 Name: Gebäude GstNr.: .52/2 |
| ja   | Datei hochladen | Bürgerhaus und Schmiede mit Torbau HERIS-ID: 47068 Objekt-ID: 49602                                      | Hintere Gasse 28 Standort KG: Gmünd                  | Das Haus, das im Kern aus dem 15. Jahrhundert stammt, war bis 1932 Teil des Hauses Hauptplatz Nr. 27. Im Hof befindet sich der ehemalige Gefangenenturm des Landesgerichts Gmünd. | BDA-Hist.: Q38025478 Status: Bescheid Stand der BDA-Liste: 2025-06-30 Name: Bürgerhaus und Schmiede mit Torbau GstNr.: .55/1, .56/2 Gmünd, Hintere Gasse 28 |
| ja   | Datei hochladen | Teil der Stadtmauer HERIS-ID: 35569 Objekt-ID: 34352                                                     | bei Hintere Gasse 28 Standort KG: Gmünd              | Die mittelalterliche Stadtmauer ist weitgehend erhalten. Geschützt durch diesen Bescheid ist ein Teil der Mauer an der Ostseite der Stadt, nördlich des Oberen Tors. | BDA-Hist.: Q64765220 Status: Bescheid Stand der BDA-Liste: 2025-06-30 Name: Teil der Stadtmauer GstNr.: .55/2 Stadtbefestigung Gmünd in Kärnten |
| ja   | Datei hochladen | Teil der Stadtmauer HERIS-ID: 35565 Objekt-ID: 34348                                                     | bei Hintere Gasse 28 Standort KG: Gmünd              | Die mittelalterliche Stadtmauer ist weitgehend erhalten. Geschützt durch diesen Bescheid ist ein Teil der Mauer an der Ostseite der Stadt, nördlich des Oberen Tors. | BDA-Hist.: Q64765216 Status: Bescheid Stand der BDA-Liste: 2025-06-30 Name: Teil der Stadtmauer GstNr.: .55/1 Stadtbefestigung Gmünd in Kärnten |
| ja   | Datei hochladen | Gebäude HERIS-ID: 112746 Objekt-ID: 130959seit 2017                                                      | Hintere Gasse 29 Standort KG: Gmünd                  | | BDA-Hist.: Q37831876 Status: Bescheid Stand der BDA-Liste: 2025-06-30 Name: Gebäude GstNr.: .56/1, .57/4 |
| ja   | Datei hochladen | Teil der Stadtmauer HERIS-ID: 35566 Objekt-ID: 34349                                                     | bei Hintere Gasse 29 Standort KG: Gmünd              | Die mittelalterliche Stadtmauer ist weitgehend erhalten. Geschützt durch diesen Bescheid ist ein Teil der Mauer an der Ostseite der Stadt. | BDA-Hist.: Q64765217 Status: Bescheid Stand der BDA-Liste: 2025-06-30 Name: Teil der Stadtmauer GstNr.: .56/1, .57/4 Stadtbefestigung Gmünd in Kärnten |
| ja   | Datei hochladen | Werkstättengebäude mit Torbau HERIS-ID: 112747 Objekt-ID: 130960seit 2017                                | Hintere Gasse 29a Standort KG: Gmünd                 | | BDA-Hist.: Q37831883 Status: Bescheid Stand der BDA-Liste: 2025-06-30 Name: Werkstättengebäude mit Torbau GstNr.: .56/3, .57/1 |
| ja   | Datei hochladen | Wohnhaus HERIS-ID: 112750 Objekt-ID: 130963seit 2017                                                     | Hintere Gasse 30 Standort KG: Gmünd                  | Das Wohnhaus aus dem 15./16. Jahrhundert hat in beiden Geschoßen Stichkappentonnen auf Wandkonsolen. | BDA-Hist.: Q37831910 Status: Bescheid Stand der BDA-Liste: 2025-06-30 Name: Wohnhaus GstNr.: .66 |
| ja   | Datei hochladen | Wohnhaus HERIS-ID: 112751 Objekt-ID: 130964seit 2017                                                     | Hintere Gasse 31 Standort KG: Gmünd                  | | BDA-Hist.: Q37831920 Status: Bescheid Stand der BDA-Liste: 2025-06-30 Name: Wohnhaus GstNr.: .72 |
| ja   | Datei hochladen | Gebäude HERIS-ID: 84028 Objekt-ID: 98090seit 2017                                                        | Hintere Gasse 32 Standort KG: Gmünd                  | Der zweigeschoßige Eckbau mit Kreuzgratgewölben stammt im Kern aus dem 16. Jahrhundert. | BDA-Hist.: Q38181967 Status: Bescheid Stand der BDA-Liste: 2025-06-30 Name: Gebäude GstNr.: .83 |
| ja   | Datei hochladen | Bürgerhaus, Kunsthandwerkerhaus HERIS-ID: 57696 Objekt-ID: 67963                                         | Hintere Gasse 33 Standort KG: Gmünd                  | Das Bürgerhaus ist ein zweigeschoßiger, siebenachsiger Bau, bestehend aus einem östlichen Wohntrakt und zwei westlich anschließenden Wirtschaftstrakten unter einem gemeinsamen Satteldach. Das barockisierende Architekturdekor an der Süd- und Ostfassade wurden erst in den 1980er Jahren angebracht. Das Rundbogenportal aus dem 16. Jahrhundert wird von zwei paarweise angeordneten Rechteckfenstern bekrönt. Im Obergeschoß besitzt das Haus eine Querlabn mit einem Tonnengewölbe mit jeweils fünf symmetrischen Stichkappen und aufgeputzten Graten aus dem 15./16. Jahrhundert. 1997 wurde das Gebäude innen umgebaut. | BDA-Hist.: Q38078001 Status: Bescheid Stand der BDA-Liste: 2025-06-30 Name: Bürgerhaus, Kunsthandwerkerhaus GstNr.: .84, .90 |
| ja   | Datei hochladen | Wirtschaftsgebäude von Hauptplatz 23 HERIS-ID: 112755 Objekt-ID: 130968seit 2017                         | Hintere Gasse 34 Standort KG: Gmünd                  | | BDA-Hist.: Q37831959 Status: Bescheid Stand der BDA-Liste: 2025-06-30 Name: Wirtschaftsgebäude von Hauptplatz 23 GstNr.: .81/2 |
| ja   | Datei hochladen | Bürgerhaus HERIS-ID: 112765 Objekt-ID: 130978seit 2017                                                   | Hintere Gasse 57a Standort KG: Gmünd                 | | BDA-Hist.: Q37832052 Status: Bescheid Stand der BDA-Liste: 2025-06-30 Name: Bürgerhaus GstNr.: .6/1 |
| ja   | Datei hochladen | Wohnhaus HERIS-ID: 112764 Objekt-ID: 130977seit 2017                                                     | Hintere Gasse 57 Standort KG: Gmünd                  | Anmerkung: Am kagis-Ortsplan ist der Gebäudeteil auf diesem Grundstück Teil von Haus Nr. 57. | BDA-Hist.: Q37832042 Status: Bescheid Stand der BDA-Liste: 2025-06-30 Name: Wohnhaus GstNr.: .6/2 |
| ja   | Datei hochladen | Wohnhaus HERIS-ID: 112761 Objekt-ID: 130974seit 2017                                                     | Hintere Gasse 58 Standort KG: Gmünd                  | | BDA-Hist.: Q37832013 Status: Bescheid Stand der BDA-Liste: 2025-06-30 Name: Wohnhaus GstNr.: .13 |
| ja   | Datei hochladen | Teile der Stadtmauer, Amthof, ehem. Zehentspeicher HERIS-ID: 35547 Objekt-ID: 34317                      | Hintere Gasse 59 Standort KG: Gmünd                  | Der Amthof ist ein ehemaliger Speicher für das Zehentgetreide. 1572 war der Hof im Besitz des Hans Christof von Pflügl, nachher des Pflegers von Welsberg. Die mächtige, zweigeschoßige Anlage mit U-förmigem Grundriss stammt im Kern aus dem 15./16. Jahrhundert. Zwei Außenfronten sind an die Südwestecke der Stadtmauer angebaut. Im südlichen Trakt besitzt der Bau eine Stichkappentonne aus dem 16. Jahrhundert. 1996 wurden die Gewölberäume adaptiert. | BDA-Hist.: Q37965208 Status: Bescheid Stand der BDA-Liste: 2025-06-30 Name: Teile der Stadtmauer, Amthof, ehem. Zehentspeicher GstNr.: .27 Amthof in Gmünd |
| ja   | Datei hochladen | Teil der Stadtmauer HERIS-ID: 35559 Objekt-ID: 34342                                                     | bei Hintere Gasse 59 Standort KG: Gmünd              | Die mittelalterliche Stadtmauer ist weitgehend erhalten. Geschützt durch diesen Bescheid ist ein Teil der Mauer an der Westseite der Stadt, südlich des Unteren Tors. | BDA-Hist.: Q64765210 Status: Bescheid Stand der BDA-Liste: 2025-06-30 Name: Teil der Stadtmauer GstNr.: 565/2 Stadtbefestigung Gmünd in Kärnten |
| ja   | Datei hochladen | Teil der Stadtmauer HERIS-ID: 35560 Objekt-ID: 34343                                                     | bei Hintere Gasse 59 Standort KG: Gmünd              | Die mittelalterliche Stadtmauer ist weitgehend erhalten. Geschützt durch diesen Bescheid ist ein Teil der Mauer an der Westseite der Stadt, südlich des Unteren Tors. | BDA-Hist.: Q64765211 Status: Bescheid Stand der BDA-Liste: 2025-06-30 Name: Teil der Stadtmauer GstNr.: 565/3 Stadtbefestigung Gmünd in Kärnten |
| ja   | Datei hochladen | Teil der Stadtmauer HERIS-ID: 35561 Objekt-ID: 34344                                                     | bei Hintere Gasse 59 Standort KG: Gmünd              | Die mittelalterliche Stadtmauer ist weitgehend erhalten. Geschützt durch diesen Bescheid ist ein Teil der Mauer an der Südwestecke der Stadt. | BDA-Hist.: Q64765212 Status: Bescheid Stand der BDA-Liste: 2025-06-30 Name: Teil der Stadtmauer GstNr.: 565/1 Stadtbefestigung Gmünd in Kärnten |
| ja   | Datei hochladen | St. Antonius Altenwohnheim (Pankratiushaus, ehem. Antoniusspital) HERIS-ID: 53751 Objekt-ID: 61777       | Hintere Gasse 60 Standort KG: Gmünd                  | Der monumentale Bau von Ende des 14. Jahrhunderts hat ein hohes Spitzbogentor und Wandmalereien aus dem 15. Jahrhundert, die das Leben der hl. Elisabeth zeigen. Im Foyer ist ein Kreuzgratgewölbe auf zwei mächtigen Mittelsäulen. Das Obergeschoß wurde nach einem Brand Anfang des 16. Jahrhunderts erneuert; 1993 wurde frühbarocker Architekturdekor freigelegt und wiederhergestellt. | BDA-Hist.: Q606548 Status: Bescheid Stand der BDA-Liste: 2025-06-30 Name: St. Antonius Altenwohnheim (Pankratiushaus, ehem. Antoniusspital) GstNr.: .18/1 St Antonius Spital in Gmünd |
| ja   | Datei hochladen | Bürgerhaus, Teil der Stadtmauer, Pangrazitorbehausung HERIS-ID: 35548 Objekt-ID: 34318                   | Hintere Gasse 61 Standort KG: Gmünd                  | Der strebepfeilerbewehrte Torbau mit stichkappentonnengewölbter Durchfahrt wurde im Kern 1271 errichtet und war ursprünglich ein Geschoß höher. | BDA-Hist.: Q64765188 Status: Bescheid Stand der BDA-Liste: 2025-06-30 Name: Bürgerhaus, Teil der Stadtmauer, Pangrazitorbehausung GstNr.: .18/2 Pankrazitor Gmünd |
| ja   | Datei hochladen | Teil der Stadtmauer HERIS-ID: 35568 Objekt-ID: 34351                                                     | bei Hintere Gasse 61 Standort KG: Gmünd              | Die mittelalterliche Stadtmauer ist weitgehend erhalten. Geschützt durch diesen Bescheid ist ein Teil der Mauer an der Südseite der Stadt, südlich der Pankratiuskirche. | BDA-Hist.: Q64765219 Status: Bescheid Stand der BDA-Liste: 2025-06-30 Name: Teil der Stadtmauer GstNr.: 587 Stadtbefestigung Gmünd in Kärnten |
| ja   | Datei hochladen | Teile der Stadtmauer, profanierte ehem. Pfarrkirche hl. Pankratius HERIS-ID: 83921 Objekt-ID: 97978      | Hintere Gasse 61 Standort KG: Gmünd                  | Die ehemalige Stadtpfarrkirche steht neben dem südlichen Stadttor und war dem heiligen Pankratius geweiht. Schon 1286 wurde an der Kirche gebaut, 1452 erfolgte der Zubau eines dreijochigen Schiffs. 1792 wurde die Kirche bei einem Brand schwer beschädigt und danach an den Postmeister Michael Platzer verkauft, der sie als Postkutschenschuppen und Stall verwendete. Heute sind vom ursprünglichen Bau noch der Chor mit 5/8-Schluss und Sternrippengewölbe, das dreijochige Langhaus von 1452 mit Kreuzrippengewölbe über eingezogenen Strebepfeilern und vom ältesten Bau die Rundfenster in der Südwand vorhanden. | BDA-Hist.: Q38181609 Status: Bescheid Stand der BDA-Liste: 2025-06-30 Name: Teile der Stadtmauer, profanierte ehem. Pfarrkirche hl. Pankratius GstNr.: .11 Ehemalige Pankratiuskirche in Gmünd |
| ja   | Datei hochladen | Wohn- und Geschäftshaus HERIS-ID: 112757 Objekt-ID: 130970seit 2017                                      | Hintere Gasse 65 Standort KG: Gmünd                  | | BDA-Hist.: Q37831978 Status: Bescheid Stand der BDA-Liste: 2025-06-30 Name: Wohn- und Geschäftshaus GstNr.: .26/1, .26/2 |
| ja   | Datei hochladen | Wohnhaus HERIS-ID: 112759 Objekt-ID: 130972seit 2017                                                     | Hintere Gasse 66 Standort KG: Gmünd                  | | BDA-Hist.: Q37831994 Status: Bescheid Stand der BDA-Liste: 2025-06-30 Name: Wohnhaus GstNr.: .20/2 |
| ja   | Datei hochladen | Backhaus Jury HERIS-ID: 112752 Objekt-ID: 130965seit 2017                                                | Hintere Gasse 67 Standort KG: Gmünd                  | | BDA-Hist.: Q37831929 Status: Bescheid Stand der BDA-Liste: 2025-06-30 Name: Backhaus Jury GstNr.: .76, 82, .73/1 |
| ja   | Datei hochladen | Lodron'sche Reitschule HERIS-ID: 57668 Objekt-ID: 67921                                                  | Hintere Gasse 70 Standort KG: Gmünd                  | Die sogenannte Reitschule wurde 1655 errichtet und wurde in der ersten Hälfte des 19. Jahrhunderts umgebaut. Der langgestreckte, zweigeschoßige Bau aus dem Frühbarock mit Rieselputzfassaden wird durch Bandgesimse horizontal gegliedert. Das Erdgeschoß ist mit Platzlgewölben zwischen Gurten ausgestattet. An der Ostseite ist das südliche Barock-Portal erhalten. | BDA-Hist.: Q38077778 Status: Bescheid Stand der BDA-Liste: 2025-06-30 Name: Lodron´sche Reitschule GstNr.: .63 |
| ja   | Datei hochladen | Kath. Pfarrkirche Mariä Himmelfahrt mit Raitenau-Kapelle und Stadtmauer HERIS-ID: 53753 Objekt-ID: 61780 | neben Kirchgasse 36 Standort KG: Gmünd               | Die große Kirche mit gotischem Langchor, spätgotischem dreischiffigen Langhaus und Nordturm erhielt im Barock eine östlich an den Chor angebaute Kapelle. Der Turm auf gotischen Fundamenten wurde 1886/87 erneuert. Am Hochaltar von 1722 ist ein Bild Mariae Himmelfahrt von Jakob Zanussi. Die reich geschmückte Rokokokanzel ist von Joseph Benedikt Aicher. | BDA-Hist.: Q2082648 Status: Bescheid Stand der BDA-Liste: 2025-06-30 Name: Kath. Pfarrkirche Mariä Himmelfahrt mit Raitenau-Kapelle und Stadtmauer GstNr.: .96/1 Pfarrkirche Gmünd |
| ja   | Datei hochladen | Karner HERIS-ID: 53752 Objekt-ID: 61778                                                                  | neben Kirchgasse 42 Standort KG: Gmünd               | Der zweigeschoßige Rundbau wurde in der zweiten Hälfte des 12. Jahrhunderts errichtet. Die ehemalige Michaelskapelle im Obergeschoß hat ein tief herabgezogenes Sterngratgewölbe. | BDA-Hist.: Q1734107 Status: Bescheid Stand der BDA-Liste: 2025-06-30 Name: Karner GstNr.: .96/3 Karner Gmünd in Kärnten |
| ja   | Datei hochladen | Kriegerdenkmal HERIS-ID: 112767 Objekt-ID: 130980seit 2017                                               | neben Kirchgasse 42 Standort KG: Gmünd               | | BDA-Hist.: Q37832077 Status: Bescheid Stand der BDA-Liste: 2025-06-30 Name: Kriegerdenkmal GstNr.: 76/1 |
| ja   | Datei hochladen | Bürgerhaus HERIS-ID: 84031 Objekt-ID: 98093seit 2017                                                     | Kirchgasse 34 Standort KG: Gmünd                     | Der zweigeschoßige Bau mit erneuerter Fassade stammt im Kern aus dem 16. Jahrhundert. | BDA-Hist.: Q38181981 Status: Bescheid Stand der BDA-Liste: 2025-06-30 Name: Bürgerhaus GstNr.: .42 |
| ja   | Datei hochladen | Bürgerhaus HERIS-ID: 84032 Objekt-ID: 98094seit 2017                                                     | Kirchgasse 35 Standort KG: Gmünd                     | Der zweigeschoßige Bau mit erneuerter Fassade hat im Erdgeschoß eine kreuzgratgewölbte Halle aus dem 16. Jahrhundert. | BDA-Hist.: Q38181989 Status: Bescheid Stand der BDA-Liste: 2025-06-30 Name: Bürgerhaus GstNr.: .41, .255 |
| ja   | Datei hochladen | Pfarrhof mit Pavillon HERIS-ID: 53754 Objekt-ID: 61781                                                   | Kirchgasse 36 Standort KG: Gmünd                     | Das Pfarrhaus vom Anfang des 17. Jahrhunderts ist ein Bau mit zwei Geschoßen und einem Speichergeschoß. Das Haus besitzt an der Südseite ein bemerkenswertes Steinportal mit Sprenggiebel und Pilasterrahmung. Der dreiflügelige Arkadengang mit Kreuzgratgewölbe im Innenhof stammt aus der ersten Hälfte des 17. Jahrhunderts. An der Ostseite ist ein römerzeitlicher Grabinschriftenstein für die Einheimischen Ientumarus, Secundina, Vitalis und Restituta angebracht. | BDA-Hist.: Q38058373 Status: Bescheid Stand der BDA-Liste: 2025-06-30 Name: Pfarrhof mit Pavillon GstNr.: 94, .95/1, .95/3 Pfarrhof in Gmünd |
| ja   | Datei hochladen | Wohnhaus HERIS-ID: 112768 Objekt-ID: 130981seit 2017                                                     | Kirchgasse 37 Standort KG: Gmünd                     | Das fünfachsige zweigeschoßige Gebäude mit erneuerter Fassade ist im Kern spätbarock, aus der zweiten Hälfte des 18. Jahrhunderts. | BDA-Hist.: Q37832087 Status: Bescheid Stand der BDA-Liste: 2025-06-30 Name: Wohnhaus GstNr.: .87 |
| ja   | Datei hochladen | Wohnhaus HERIS-ID: 112769 Objekt-ID: 130982seit 2017                                                     | Kirchgasse 38 Standort KG: Gmünd                     | Das fünfachsige zweigeschoßige Gebäude mit erneuerter Fassade ist im Kern spätbarock, aus der zweiten Hälfte des 18. Jahrhunderts. | BDA-Hist.: Q37832097 Status: Bescheid Stand der BDA-Liste: 2025-06-30 Name: Wohnhaus GstNr.: .86/1 |
| ja   | Datei hochladen | Bürgerhaus, Willburg-Haus HERIS-ID: 35549 Objekt-ID: 34319                                               | Kirchgasse 39 Standort KG: Gmünd                     | Das zweigeschoßige, fünfachsige Haus stammt im Kern aus der zweiten Hälfte des 18. Jahrhunderts. Es besitzt Fassadendekor in Zopfstil und eine Einfahrt mit Stichkappentonne. In diesem Haus wohnte der Arzt und Forscher Anton von Willburg (1728–1789). | BDA-Hist.: Q37965231 Status: Bescheid Stand der BDA-Liste: 2025-06-30 Name: Bürgerhaus, Willburg-Haus GstNr.: .85 |
| ja   | Datei hochladen | Wohnhaus HERIS-ID: 112770 Objekt-ID: 130983seit 2017                                                     | Kirchgasse 40 Standort KG: Gmünd                     | Das Haus weist Fresken von 1821 auf. | BDA-Hist.: Q37832105 Status: Bescheid Stand der BDA-Liste: 2025-06-30 Name: Wohnhaus GstNr.: .79/2, .81/1 |
| ja   | Datei hochladen | Wohnhaus HERIS-ID: 112771 Objekt-ID: 130984seit 2017                                                     | Kirchgasse 41 Standort KG: Gmünd                     | | BDA-Hist.: Q37832114 Status: Bescheid Stand der BDA-Liste: 2025-06-30 Name: Wohnhaus GstNr.: .79/1 |
| ja   | Datei hochladen | Ehem. Mesnerhaus HERIS-ID: 84448 Objekt-ID: 98546seit 2017                                               | Kirchgasse 42 Standort KG: Gmünd                     | Das dreigeschoßige giebelständige Gebäude stammt im Kern aus dem 16./17. Jahrhundert. | BDA-Hist.: Q38183007 Status: Bescheid Stand der BDA-Liste: 2025-06-30 Name: Ehem. Mesnerhaus GstNr.: .97 |
| ja   | Datei hochladen | Bürgerhaus HERIS-ID: 84034 Objekt-ID: 98096seit 2017                                                     | Kirchgasse 43 Standort KG: Gmünd                     | Der zweigeschoßige giebelständige Bau hat ein Speichergeschoß unter dem Schopfwalmdach. Im Kern stammt das Gebäude vermutlich aus dem 16./17. Jahrhundert; die Fassade wurde im 18. Jahrhundert gestaltet. | BDA-Hist.: Q38182006 Status: Bescheid Stand der BDA-Liste: 2025-06-30 Name: Bürgerhaus GstNr.: .98 |
| ja   | Datei hochladen | Wohnhaus HERIS-ID: 112772 Objekt-ID: 130985seit 2017                                                     | Kirchgasse 44 Standort KG: Gmünd                     | | BDA-Hist.: Q37832124 Status: Bescheid Stand der BDA-Liste: 2025-06-30 Name: Wohnhaus GstNr.: .75 |
| ja   | Datei hochladen | Wohnhaus HERIS-ID: 112773 Objekt-ID: 130986seit 2017                                                     | Kirchgasse 45 Standort KG: Gmünd                     | | BDA-Hist.: Q37832133 Status: Bescheid Stand der BDA-Liste: 2025-06-30 Name: Wohnhaus GstNr.: .101 |
| ja   | Datei hochladen | Bürgerhaus HERIS-ID: 57697 Objekt-ID: 67964seit 2017                                                     | Kirchgasse 46 Standort KG: Gmünd                     | | BDA-Hist.: Q38078012 Status: Bescheid Stand der BDA-Liste: 2025-06-30 Name: Bürgerhaus GstNr.: .102 |
| ja   | Datei hochladen | Teil der Stadtmauer HERIS-ID: 35555 Objekt-ID: 34338                                                     | Kirchgasse 47 Standort KG: Gmünd                     | Die mittelalterliche Stadtmauer ist weitgehend erhalten. Geschützt durch diesen Bescheid ist ein Teil der Mauer an der Nordseite der Stadt. | BDA-Hist.: Q64765198 Status: Bescheid Stand der BDA-Liste: 2025-06-30 Name: Teil der Stadtmauer GstNr.: .104/1 Stadtbefestigung Gmünd in Kärnten |
| ja   | Datei hochladen | Wohnhaus HERIS-ID: 112774 Objekt-ID: 130987seit 2017                                                     | Kirchgasse 47 Standort KG: Gmünd                     | | BDA-Hist.: Q37832141 Status: Bescheid Stand der BDA-Liste: 2025-06-30 Name: Wohnhaus GstNr.: .104/1 |
| ja   | Datei hochladen | Wohnhaus HERIS-ID: 112775 Objekt-ID: 130988seit 2017                                                     | Kirchgasse 48 Standort KG: Gmünd                     | | BDA-Hist.: Q37832149 Status: Bescheid Stand der BDA-Liste: 2025-06-30 Name: Wohnhaus GstNr.: .74 |
| ja   | Datei hochladen | Wohnhaus, heute Café-Konditorei Rudiferia HERIS-ID: 112776 Objekt-ID: 130989seit 2017                    | Kirchgasse 49 Standort KG: Gmünd                     | | BDA-Hist.: Q37832155 Status: Bescheid Stand der BDA-Liste: 2025-06-30 Name: Wohnhaus, heute Café-Konditorei Rudiferia GstNr.: .70, 777 |
| ja   | Datei hochladen | Wohnhaus HERIS-ID: 112777 Objekt-ID: 130990seit 2017                                                     | Kirchgasse 50 Standort KG: Gmünd                     | | BDA-Hist.: Q37832162 Status: Bescheid Stand der BDA-Liste: 2025-06-30 Name: Wohnhaus GstNr.: .71 |
| ja   | Datei hochladen | Wohnhaus, sog. Altstadt-Galerie HERIS-ID: 112778 Objekt-ID: 130991seit 2017                              | Kirchgasse 51 Standort KG: Gmünd                     | | BDA-Hist.: Q37832172 Status: Bescheid Stand der BDA-Liste: 2025-06-30 Name: Wohnhaus, sog. Altstadt-Galerie GstNr.: 16/1 |
| ja   | Datei hochladen | Maltatorhaus mit äußerem Maltator HERIS-ID: 84027 Objekt-ID: 98089                                       | Kirchgasse 52 Standort KG: Gmünd                     | Das Torhaus mit dem Maltator wurde 1504, nach Zerstörung durch die Türken, wiederhergestellt. | BDA-Hist.: Q64765223 Status: Bescheid Stand der BDA-Liste: 2025-06-30 Name: Maltatorhaus mit äußerem Maltator GstNr.: .105 Maltator Gmünd |
| ja   | Datei hochladen | Teile der Stadtmauer HERIS-ID: 35554 Objekt-ID: 34337                                                    | Kirchgasse 53 Standort KG: Gmünd                     | Die mittelalterliche Stadtmauer ist weitgehend erhalten. Geschützt durch diesen Bescheid ist ein Teil der Mauer nahe der Nordostecke der Stadt. | BDA-Hist.: Q64765195 Status: Bescheid Stand der BDA-Liste: 2025-06-30 Name: Teile der Stadtmauer GstNr.: .69 Stadtbefestigung Gmünd in Kärnten |
| ja   | Datei hochladen | Wohnhaus HERIS-ID: 112779 Objekt-ID: 130992seit 2017                                                     | Kirchgasse 53 Standort KG: Gmünd                     | | BDA-Hist.: Q37832182 Status: Bescheid Stand der BDA-Liste: 2025-06-30 Name: Wohnhaus GstNr.: .69 |
| ja   | Datei hochladen | Wohnhaus HERIS-ID: 112780 Objekt-ID: 130993seit 2017                                                     | Kirchgasse 54 Standort KG: Gmünd                     | | BDA-Hist.: Q37832191 Status: Bescheid Stand der BDA-Liste: 2025-06-30 Name: Wohnhaus GstNr.: .68, 15 |
| ja   | Datei hochladen | Bürgerhaus HERIS-ID: 35550 Objekt-ID: 34320                                                              | Kirchgasse 55 Standort KG: Gmünd                     | Das giebelständige zweigeschoßige Haus mit einem Speichergeschoß unter dem Walmdach stammt vermutlich aus der Mitte des 18. Jahrhunderts. Das Obergeschoß besitzt Bruchstein-Sichtmauerwerk. | BDA-Hist.: Q37965255 Status: Bescheid Stand der BDA-Liste: 2025-06-30 Name: Bürgerhaus GstNr.: .61 |
| ja   | Datei hochladen | Ansitz, Bürgerhaus HERIS-ID: 57336 Objekt-ID: 67285                                                      | Kirchgasse 56 Standort KG: Gmünd                     | Das Gebäude war die ehemalige Meierei der Burg Gmünd und diente später der Verwaltung der Lodron‘schen Herrschaft. Die Anlage setzt sich aus zwei giebelständigen Häusern mit Krüppelwalmdächern zusammen, die im Kern aus dem 15. Jahrhundert stammen, aber im 16./17. Jahrhundert diverse Umbauten erfuhren. Die nördliche Haushälfte war der Wohntrakt, die südliche der Verwaltungs- und Wirtschaftstrakt mit Gefängniszellen, Tenne, Wildkeller und Wagenremise. Die Ostfassade wird von der Stadtmauer des 15. und frühen 16. Jahrhunderts gebildet. Die stadtseitige Fassade hat raue, abgezogene Putze aus dem 17. Jahrhundert. Der Wildkeller im Erdgeschoß ist eine dreijochige Wandpfeilerhalle mit Kreuzgewölben und aufgeputzten Graten. Der ehemalige Schüttboden mit Holztramdecken reicht vom Erdgeschoß über alle drei Geschoße und wird heute als Heimatmuseum genutzt.   | BDA-Hist.: Q38076008 Status: Bescheid Stand der BDA-Liste: 2025-06-30 Name: Ansitz, Bürgerhaus GstNr.: .57/2, .57/3 |
| ja   | Datei hochladen | Teil der Stadtmauer HERIS-ID: 35567 Objekt-ID: 34350                                                     | bei Kirchgasse 56 Standort KG: Gmünd                 | Die Stadtmauer in diesem Bereich stammt aus dem 15. und frühen 16. Jahrhundert. | BDA-Hist.: Q64765218 Status: Bescheid Stand der BDA-Liste: 2025-06-30 Name: Teil der Stadtmauer GstNr.: .57/2, .57/3 Stadtbefestigung Gmünd in Kärnten |
| ja   | Datei hochladen | Teil der Stadtmauer HERIS-ID: 35557 Objekt-ID: 34340                                                     | bei Kirchgasse 62 Standort KG: Gmünd                 | Die mittelalterliche Stadtmauer ist weitgehend erhalten. Geschützt durch diesen Bescheid ist ein Teil der Mauer nahe der Nordwestecke der Stadt. | BDA-Hist.: Q64765205 Status: Bescheid Stand der BDA-Liste: 2025-06-30 Name: Teil der Stadtmauer GstNr.: 87/3, 87/2 Stadtbefestigung Gmünd in Kärnten |
| ja   | Datei hochladen | Wohnhaus HERIS-ID: 112766 Objekt-ID: 130979seit 2017                                                     | Kirchgasse 62 Standort KG: Gmünd                     | | BDA-Hist.: Q37832062 Status: Bescheid Stand der BDA-Liste: 2025-06-30 Name: Wohnhaus GstNr.: .40, 87/3 |
| ja   | Datei hochladen | Wohnhaus HERIS-ID: 112781 Objekt-ID: 130994seit 2017                                                     | Kirchgasse 63 Standort KG: Gmünd                     | | BDA-Hist.: Q37832200 Status: Bescheid Stand der BDA-Liste: 2025-06-30 Name: Wohnhaus GstNr.: .104/2 |
| ja   | Datei hochladen | Wohnhaus HERIS-ID: 112782 Objekt-ID: 130995seit 2017                                                     | Kirchgasse 64 Standort KG: Gmünd                     | | BDA-Hist.: Q37832210 Status: Bescheid Stand der BDA-Liste: 2025-06-30 Name: Wohnhaus GstNr.: .209 |
| ja   | Datei hochladen | Emmaus- oder Heiss-Haus HERIS-ID: 35552 Objekt-ID: 34323                                                 | Pongratzen Vorstadt 5 Standort KG: Gmünd             | Das Heiss-Haus, auch Emmaus-Haus genannt, steht südlich des Pankrazitores. Der mächtige, dreigeschoßige Eckbau mit Schopfwalmdach und Pilastergliederung wurde in der ersten Hälfte des 18. Jahrhunderts errichtet. Im Obergeschoß ist der Erzengel Michael auf Holz dargestellt, über dem Haustor zeigt das mit 1723 bezeichnete Wandbild Christus auf den Weg nach Emmaus. Der Flur des Hauses ist mit einer Stichkappentonne überwölbt. | BDA-Hist.: Q37965272 Status: Bescheid Stand der BDA-Liste: 2025-06-30 Name: Emmaus- oder Heiss-Haus GstNr.: .174/4 Heiss-Haus in Gmünd |
| ja   | Datei hochladen | Teil der Stadtmauer HERIS-ID: 35564 Objekt-ID: 34347                                                     | bei Pongratzen Vorstadt 5 Standort KG: Gmünd         | Die mittelalterliche Stadtmauer ist weitgehend erhalten. Geschützt durch diesen Bescheid ist ein Teil der Mauer an der Südseite der Stadt, westlich des Pankrazitors. | BDA-Hist.: Q64765215 Status: Bescheid Stand der BDA-Liste: 2025-06-30 Name: Teil der Stadtmauer GstNr.: 572 Stadtbefestigung Gmünd in Kärnten |
| ja   | Datei hochladen | Teil der Stadtmauer HERIS-ID: 35562 Objekt-ID: 34345                                                     | bei Pongratzen Vorstadt 8 Standort KG: Gmünd         | Die mittelalterliche Stadtmauer ist weitgehend erhalten. Geschützt durch diesen Bescheid ist ein Teil der Mauer an der Südseite der Stadt, nahe der Südwestecke. | BDA-Hist.: Q64765213 Status: Bescheid Stand der BDA-Liste: 2025-06-30 Name: Teil der Stadtmauer GstNr.: 567 Stadtbefestigung Gmünd in Kärnten |
| ja   | Datei hochladen | Teil der Stadtmauer HERIS-ID: 35563 Objekt-ID: 34346                                                     | bei Pongratzen Vorstadt 8 Standort KG: Gmünd         | Die mittelalterliche Stadtmauer ist weitgehend erhalten. Geschützt durch diesen Bescheid ist ein Teil der Mauer an der Südseite der Stadt. | BDA-Hist.: Q64765214 Status: Bescheid Stand der BDA-Liste: 2025-06-30 Name: Teil der Stadtmauer GstNr.: .165/2, 573, 568/1, 568/2 Stadtbefestigung Gmünd in Kärnten |
| ja   | Datei hochladen | Teil der Stadtmauer HERIS-ID: 35556 Objekt-ID: 34339                                                     | Riesertratte 1 Standort KG: Gmünd                    | Die mittelalterliche Stadtmauer ist weitgehend erhalten. Geschützt durch diesen Bescheid ist ein Teil der Mauer an der Nordwestecke der Stadt. | BDA-Hist.: Q64765201 Status: Bescheid Stand der BDA-Liste: 2025-06-30 Name: Teil der Stadtmauer GstNr.: 93 Stadtbefestigung Gmünd in Kärnten |
| ja   | Datei hochladen | Teil der Stadtmauer HERIS-ID: 35558 Objekt-ID: 34341                                                     | bei Riesertratte 22 Standort KG: Gmünd               | Die mittelalterliche Stadtmauer ist weitgehend erhalten. Geschützt durch diesen Bescheid ist ein Teil der Mauer an der Westseite der Stadt. | BDA-Hist.: Q64765208 Status: Bescheid Stand der BDA-Liste: 2025-06-30 Name: Teil der Stadtmauer GstNr.: 91 Stadtbefestigung Gmünd in Kärnten |
| ja   | Datei hochladen | Kalvarienbergkapelle HERIS-ID: 83915 Objekt-ID: 97972                                                    | Schloßbichl Standort KG: Gmünd                       | Die Kapelle mit Renaissanceportal und zwei Türmchen an der Fassade hat einen bemerkenswerten Hochaltar mit zweigeschoßiger Säulenarchitektur. | BDA-Hist.: Q1722758 Status: § 2a Stand der BDA-Liste: 2025-06-30 Name: Kalvarienbergkapelle GstNr.: .113/1 Gmünd, Kalvarienbergkapelle |
| ja   | Datei hochladen | Dreifaltigkeitskapelle HERIS-ID: 83909 Objekt-ID: 97966                                                  | Untere Vorstadt Standort KG: Gmünd                   | Die Dreifaltigkeitskapelle, auch Mautkapelle genannt, ist ein kleiner Bau aus der Mitte des 18. Jahrhunderts mit Schindeldach und Pilastergliederung. | BDA-Hist.: Q38181563 Status: § 2a Stand der BDA-Liste: 2025-06-30 Name: Dreifaltigkeitskapelle GstNr.: .252 |
| ja   | Datei hochladen | Straßenbrücke über die Malta HERIS-ID: 83912 Objekt-ID: 97969                                            | Standort KG: Gmünd                                   | Die Brücke über die Malta wurde in den Jahren 1939/49 errichtet. | BDA-Hist.: Q38181585 Status: § 2a Stand der BDA-Liste: 2025-06-30 Name: Straßenbrücke über die Malta GstNr.: 743/1, 720/6, 737/3 |
| ja   | Datei hochladen | Friedhof und Stadtmauer HERIS-ID: 84035 Objekt-ID: 98097                                                 | Standort KG: Gmünd                                   | Der Friedhof wurde um 1830 außerhalb der Stadtmauer verlegt. Entlang der Mauer befinden sich einige historistische Grabmäler. | BDA-Hist.: Q38182017 Status: § 2a Stand der BDA-Liste: 2025-06-30 Name: Friedhof und Stadtmauer GstNr.: 74, 75, .96/1, 96 Friedhof Gmünd in Kärnten |
| ja   | Datei hochladen | Kreuzbichlkapelle HERIS-ID: 57698 Objekt-ID: 67965                                                       | Standort KG: Gmünd                                   | Die zweigeteilte spätbarocke Kapelle mit gotischem Kern liegt beidseits der ehemaligen Katschbergstraße. | BDA-Hist.: Q1519948 Status: § 2a Stand der BDA-Liste: 2025-06-30 Name: Kreuzbichlkapelle GstNr.: .195/1, .195/2 Geteilte Kirche am Kreuzbichl |
| ja   | Datei hochladen | Stadtmauer, Stadttor, Teil der Stadtbefestigung HERIS-ID: 84029 Objekt-ID: 98091seit 2017                | Standort KG: Gmünd                                   | → Hauptartikel : Stadtbefestigung Gmünd in Kärnten f1 | BDA-Hist.: Q64765224 Status: Bescheid Stand der BDA-Liste: 2025-06-30 Name: Stadtmauer, Stadttor, Teil der Stadtbefestigung GstNr.: 79/2, .209, .165/3, .91, .18/1, .81/2, .76, .73/1, .71, .90, .84, .83, .40, 571, 94, .95/1, 87/1, .66, .64/2, .82, .77/1, .97 Stadtbefestigung Gmünd in Kärnten |
| ja   | Datei hochladen | Kath. Filialkirche hl. Bartholomäus und Friedhof HERIS-ID: 57699 Objekt-ID: 67967                        | bei Oberkreuschlach 13 Standort KG: Kreuschlach      | Die schlichte spätgotische Kirche mit zweifach abgetreppten Strebepfeilern und nördlichem, barock erhöhtem Turm hat ein barockes Vordach. Hochaltar und Kanzel stammen von Ende des 17. Jahrhunderts, als die Kirche nach einem Erdbeben renoviert werden musste. | BDA-Hist.: Q1742651 Status: § 2a Stand der BDA-Liste: 2025-06-30 Name: Kath. Filialkirche hl. Bartholomäus und Friedhof GstNr.: .39, 511 Kirche Oberkreuschlach |
| ja   | Datei hochladen | Ehem. Filialkirche Maria Magdalena HERIS-ID: 35551 Objekt-ID: 34321                                      | bei Oberbuch 5 Standort KG: Landfraß                 | Die kleine ehemals katholische Kirche mit spitzbogig profiliertem Westportal hat an den Fassaden reiche Wandmalereien von 1470/80. Seit 1988 wird der Bau als evangelische Kirche genutzt. Mitte der 1990er-Jahre wurden der hölzerne Glockenturm errichtet und in der Kirche Fresken aus dem 14. Jahrhundert freigelegt. | BDA-Hist.: Q1742649 Status: Bescheid Stand der BDA-Liste: 2025-06-30 Name: Ehem. Filialkirche Maria Magdalena GstNr.: .147 Kirche Oberbuch |
| ja   | Datei hochladen | Ehem. Kirche St. Ulrich am Platz HERIS-ID: 35535 Objekt-ID: 34304                                        | bei Platz 3 Standort KG: Landfraß                    | Die ehemalige Filialkirche Heiliger Ulrich ist ein kleiner, in der ersten Hälfte des 14. Jahrhunderts errichteter Bau mit einzogenem 4/6-Chor und Freskenresten. Das Gebäude wurde im 20. Jahrhundert als Scheune genutzt. Der Bau wurde von der Gemeinde erworben und ab 2013 renoviert. | BDA-Hist.: Q37965047 Status: Bescheid Stand der BDA-Liste: 2025-06-30 Name: Ehem. Kirche St. Ulrich am Platz GstNr.: .16 Former Kirche St. Ulrich am Platz |